# 大水田乡 (隆回县)
大水田乡，是中华人民共和国湖南省邵陽市隆回县下辖的一个乡镇级行政单位。

## 行政区划
大水田乡下辖以下地区：
苗竹村、龙沅村、水田村、江沅村、白凼村、沅江村、香溪村、木瓜山村、广坪村、白马山村、舒家村、黄湾山村和大源村。